# Hua San Chuan
Dans ce nom chinois, le nom de famille, Hua, précède le nom personnel.
Pour les articles homonymes, voir Hua.
Hua San Chuan est un auteur de bande dessinée chinois né en 1930 et décédé en 2004.
La finesse de son trait et de son encrage allié au classicisme de ses compositions en font un des auteurs majeurs des années 1960 et 1970 en Chine.